# البلديات (بغداد)
البلديات منطقة تقع شرق العاصمة بغداد، وتتبع بلدية الغدير، تأسست في ستينات القرن الماضي.
في هذه المنطقة 16 عمارة، كل واحدة ذات ثلاثة طوابق، في كل عمارة منها 48 شقة، ومجموع الشقق 768، يسكنها اللاجئون الفلسطينيون (1948) ويبلغ عددهم تقريبا (15,000) ويقع فيها أيضا مستشفى ابن القف ومديرية الأمن العامة ودائرة بريد 9 نيسان وملعب نادي الصناعة الرياضي والمنتدى الرياضي أم المعارك، شهدت منطقة البلديات هجرة اليها بعد سنة 2003 ليتضاعف عدد سكانها عدة مرات، مساحة منطقة البلديات 94.7 كيلومترات مربعة.

## تقسيم الحي

سيارات آتية من مخازن الاسمنت، متوجهة إلى مضمار العابد، وعن اليسار تظهر منطقة UN

- دور العمال ، تتكون من اجزاء من محلة 732 .
- التجار ، تتكون من اجزاء من محلة 728 .
- التراث ، تتكون من محلة 736 واجزاء من محلة 738 و 742 .
- الصحفيين ، تتكون من اجزاء من محلة 742 .
- العلماء ، تتكون من اجزاء من محلة 738 .
- مضمار العابد ، تتكون من اجزاء من محلة 728 .
- اليوان ، تتكون من اجزاء من محلة 732 .
- 9 نيسان ، تتكون من اجزاء من محلة 734 .
- مخازن الاسمنت ، تتكون من اجزاء من محلة 734 .
- محلة 726 ، ويقع فيها مجمع عمارات اللاجئين الفلسطينيين.[3]
- محلة 730
- محلة 740
- محلة 744

### الشوارع الرئيسية
- شارع القدس
- شارع المصرف
- شارع حمورابي
- شارع ابن كثير (يفضل بين محلة 728 و 732)
- شارع الزهور: في محلة 734.[4]
- شارع الكنيسة : في محلة 738.[5]

## المدارس
- مدرسة سمية الابتدائية للبنات (تأسست سنة 1964)
- مدرسة رياض النوري الابتدائية للبنين (مدرسة وهران سابقاً، تأسست سنة 1968)
- اعدادية عائشة للبنات (تأسست سنة 1970)
- مدرسة الحلة الابتدائية المختلطة (تأسست سنة 1970)
- مدرسة زيد بن علي الابتدائية للبنين (تأسست سنة 1973)
- متوسطة الامام علي الهادي للبنين (تأسست سنة 1973)
- روضة البراعم (تأسست سنة 1974)
- مدرسة الرفعة الابتدائية للبنات (تأسست سنة 1974)
- مدرسة الرباط الابتدائية المختلطة (تأسست سنة 1978)
- مدرسةالابداع الابتدائية للبنين (تأسست سنة 1980)
- مدرسة الهداية الابتدائية للبنات (تأسست سنة 1983)
- اعدادية الحرية التجارية للبنات (تأسست سنة 1985)
- اعدادية المقدام للبنين (تأسست سنة 1988)
- مدرسة الفردوس الابتدائية للبنات (تأسست سنة 1996)
- متوسطة الحكمة للبنين (تأسست سنة 1998)
- مدرسة التراث العربي الابتدائية للبنين (تأسست سنة 2001)
- مدرسة المستقبل الابتدائية (تأسست سنة 2008)
- متوسطة بدر شاكر السياب للبنين (تأسست سنة 2017)
- ثانوية أم أيمن للبنات
- متوسطة السناء للبنات
- ثانوية ام المؤمنين للبنات

## الجوامع والحسينيات والكنائس
- كنيسة مار بثيون الكلدانية (تأسست سنة 1978)
- جامع وحسينية الامام المهدي (تأسس سنة 1995)
- جامع الامام الحسين (تأسس سنة 2009 وافتتح عام 2010)
- جامع وحسينية الفاضلي (تأسس في التسعينات ولكن توقف العمل به سريعاً، ثم استأنف العمل بالبناء عام 2013 وافتتح عام 2014)
- جامع الرسول الاعظم (تأسس سنة 2004 واستمر العمل بالبناء به 12 سنة حتى افتتح عام 2016)